# 藤田あつ子
藤田 あつ子（ふじた あつこ）は、日本の女性漫画家。1986年、『煌如星シリーズ』でデビュー。
中国古代を舞台にした推理調の漫画作品が多い。デビュー作と代表作は『煌如星シリーズ』。

## 作品リスト
- 楊州の夢（角川書店、全一巻）
- 桃花扇（主婦と生活社、全一巻）
- 李香蘭（角川書店、全一巻）
- KISS ME ONCE（主婦と生活社、全一巻）
- 錦瑟（主婦と生活社、全一巻）
- パリの王子さま（原作：ブリタニー・ヤング）
- 煌如星シリーズ（秋田書店、角川書店）
  - 桃花流水（とうかりゅうすい）
  - 紅花怨（こうかえん）
  - 幽蘭露（ゆうらんろ）
  - 楊柳春（ようりゅうしゅん）
  - 雪裏春（せつりしゅん）
  - 天女木蘭（てんにょもくらん）
  - 春夢（しゅんむ）
  - 紅雨（こうう）
  - 春城飛花（しゅんじょうひか）
  - 流鶯（りゅうおう）
  - 日本刀歌（にほんとうのうた）
  - 疎影残香（そえいざんこう）
- まんがグリム童話（ぶんか社）
  - 紅艶 中国妖女絵巻
  - 中国悪女伝
  - 中国残虐妃伝
  - 中国毒婦奇譚
  - 中国悪妻残酷伝
  - まんがグリム童話　出産と堕胎の歴史編
  - まんがグリム童話　親殺し子殺し編